# Siegfried Lenz
Siegfried Lenz (Lyck, avui Ełk, Prússia Oriental, 17 de març del 1926 – Hamburg, Alemanya, 7 d'octubre del 2014) va ser un dels escriptors alemanys més coneguts de la literatura de postguerra i contemporània.

## Vida
Siegfried Lenz va néixer el 1926 a Lyck, fill d'un funcionari duaner. El pare va morir quan ell encara era petit i la mare va marxar de Lyck amb la filla i va deixar el Siegfried, que acabava de començar l'escolarització obligatòria, amb l'àvia. Després del Batxillerat, el 1943, va ser reclutat a la Marina de guerra.
Segons documents de l'arxiu federal berlinès es registra Lenz al fitxer central del NSDAP amb data de sol·licitud de 12 de juliol del 1943 i data d'ingrés de 20 d'abril del 1944. Lenz va declarar que ell no en sabia res i suposa que se'l va enregistrar al NSDAP sense el seu coneixement com a part d'un procediment col·lectiu.
Poc abans del final de la Segona Guerra Mundial va desertar i en la fugida va acabar a Slesvig-holstein com a Presoner de guerra britànic. Allà va fer d'intèrpret per una comissió d'alliberament britànica.
Després de l'alliberament va anar a la Universitat d'Hamburg a estudiar Filosofia, Filologia anglesa i Teoria de la literatura. Va interrompre els estudis per ser becari del diari Die Welt i entre el 1950 i el 1951 redactor d'aquest diari. Allà també va conèixer la seva futura esposa Liselotte (nascuda el 1918 o el 1919; morta el 5 febrer del 2006), que va il·lustrar alguns dels seus llibres. Van contreure matrimoni el 1949.
El 1951, gràcies als guanys obtinguts per la seva primera novel·la, Es waren Habichte in der Luft (Hi havia grans falcons al cel), Siegfried Lenz va deixar el diari i va emprendre un viatge a Kenya. Sobre les vivències d'aquest temps, entre altres coses la Rebel·lió de Mau Mau, en parla a la narració Lukas, sanftmütiger Knecht (Lukas, el servent manyac).
Des del seu retorn, Siegfried Lenz viu a Hamburg i fa d'escriptor independent. Va ser convidat regular a les trobades literàries del Grup 47. Pertanyia a l'oficina d'Hamburg del Congrés per la llibertat cultural -. Junt amb Günter Grass es va comprometre amb el SPD i va donar suport a l'Ostpolitik de Willy Brandt. Va ser convidat a Varsòvia per la firma del Tractat Alemany-Polonès del 1970 en què van acordar la consolidació de les fronteres mútues. L'octubre del 2011 va ser nomenat ciutadà d'honor de la seva ciutat de naixement.
És membre d'honor de la Freie Akademie der Künste (Acadèmia Lliure de les Arts) d'Hamburg. Des del 2003 és Professor convidat a la Universitat Heinrich-Heine de Düsseldorf.

## Distincions i honors (selecció)
- 1962 Premi Literari De La Ciutat de Bremen per Zeit der Schuldlosen
- 1988 Premi de la Pau del Comerç Llibreter Alemany
- 1999 Premi Goethe de la ciutat de Frankfurt
- 2002 Ciutadà d'honor d'Hamburg
- 2004 Ciutadà d'honor de Slesvig-Holstein
- 2011 Ciutadà d'honor de la seva ciutat de naixement, Ełk, a Polònia (abans Lyck)[3]

## Obra

### Novel·la
| - | - 1951 Es waren Habichte in der Luft - 1953 Duell mit dem Schatten - 1957 Der Mann im Strom - 1959 Brot und Spiele - 1963 Stadtgespräch - 1968 Deutschstunde - 1973 Das Vorbild (Edició íntegra: febrer 1979) | - 1978 Heimatmuseum - 1981 Der Verlust - 1985 Exerzierplatz - 1990 Die Klangprobe - 1994 Die Auflehnung - 1999 Arnes Nachlaß - 2003 Fundbüro |

### Narracions i teatre
| - | - 1955 So zärtlich war Suleyken, relats curts - 1956 Das schönste Fest der Welt - 1956 Das Kabinett der Konterbande - 1958 Jäger des Spotts. Geschichten aus dieser Zeit, narracionss - 1958 Lukas, sanftmütiger Knecht, narració - 1959 Ein Freund der Regierung, relat curt - 1960 Das Feuerschiff, Erzählungen - 1961 Zeit der Schuldlosen, obra teatral - 1962 Stimmungen der See, narracions - 1964 Das Gesicht, obra teatral - 1964 Lehmanns Erzählungen - 1965 Der Spielverderber, narració - 1967 Haussuchung, obra teatral - 1968 Leute von Hamburg, narració - 1970 Die Augenbinde, obra teatral - 1973 Wie bei Gogol, narració | - 1975 Der Geist der Mirabelle, narració - 1975 Einstein überquert die Elbe bei Hamburg, narració - 1980 Drei Stücke, obra teatral - 1984 Ein Kriegsende, narració - 1987 Das serbische Mädchen, narració - 1996 Ludmilla, narració - 2004 Zaungast, narracions - 2006 Die Erzählungen - 2008 Schweigeminute, novel·la curta - 2009 Landesbühne, novel·la curta - 2009 Der Ostertisch, narració - 2011 Die Ferne ist nah genug. Erzählungen - 2011 Die Maske. narracions - 2011 Harmonie. Die Versuchsperson, dues obres d'un acte - 2012 Küste im Fernglas. Erzählungen |

### Assaigs, llibres infantils, discursos
| - | - 1970 Beziehungen, assaig - 1971 Die Herrschaftssprache der CDU, discurs - 1971 Verlorenes Land - Gewonnene Nachbarschaft, discurs - 1971 So war das mit dem Zirkus, llibre infantil - 1980 Gespräche mit Manès Sperber und Leszek Kołakowski - 1982 Über Phantasie: Gespräche mit Heinrich Böll, Günter Grass, Walter Kempowski, Pavel Kohout - 1983 Elfenbeinturm und Barrikade. Erfahrungen am Schreibtisch, assaig | - 1986 Geschichte erzählen - Geschichten erzählen, assaig - 1992 Über das Gedächtnis. Reden und Aufsätze - 1998 Über den Schmerz, assaig - 2001 Mutmaßungen über die Zukunft der Literatur, assaig - 2006 Selbstversetzung, Über Schreiben und Leben, |

### Traduccions al català
- El desertor. Trad. Ramon Monton. Barcelona: Edicions de 1984, 2017
- Lliçó d'alemany. Trad. Joan Ferrarons. Barcelona: Club Editor, 2016